# الحدود البرازيلية البوليفية

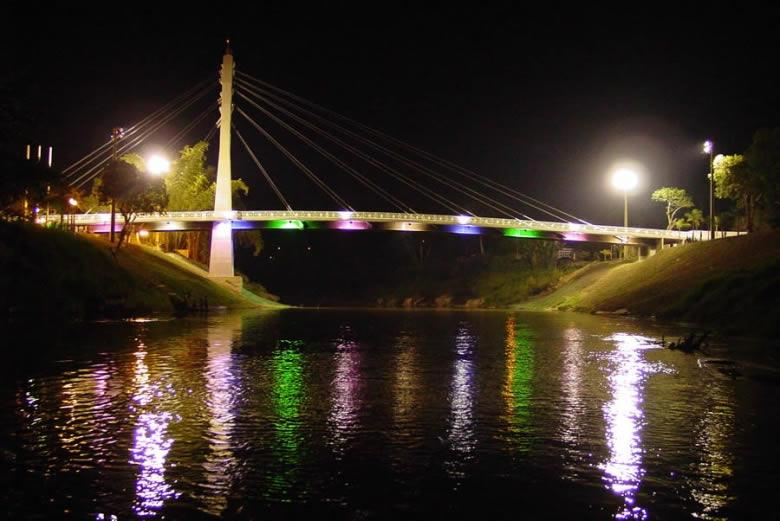
منظر ليلي للجسر الثنائي القومي ويلسون بينهيرو، الذي يقطع نهر أكري بين أكري (البرازيل) وكوبيخا (بوليفيا).

الحدود البرازيلية البوليفية هي الحدود الدولية بين أراضي بوليفيا والبرازيل. تمتد من كورومبا، ماتو غروسو دو سول، إلى أسيس برازيل، في أكري.
يعبر خط الحدود مجموعة متنوعة من التضاريس، من مناطق حضرية كبيرة إلى صحاري وغابات مطيرة. تبدأ الحدود في بانتانال وتنتهي في غابات الأمازون المطيرة. يبلغ طول الحدود 3,423 كم.

## التاريخ
تم التوقيع على أول معاهدة للحدود بين البرازيل وبوليفيا في عام 1867، دون معرفة الموقع الجغرافي للأنهار في حوض الأمازون بشكل صحيح.. في عام 1898، تبين أنه وفقًا لمعاهدة عام 1867، كانت منطقة أكري تنتمي في الأصل إلى بوليفيا، لكن تلك المنطقة بها عدد كبير من السكان من أصل برازيلي. تسبب هذا في العديد من الاشتباكات، حيث لم يرغب السكان في الخضوع للحكومة البوليفية، التي حاولت تأجير الأرض للأنجلو-أمريكيين. ظهرت العديد من أعمال الشغب، واستمرت حالة الاضطرابات حتى عام 1903، عندما احتلت البرازيل المنطقة عسكريًا. ثم هدأت أكري ودُفعت غرامة للمستأجرين الأنجلو-أمريكيين الذين انسحبوا من المنطقة.
في العام نفسه، 1903، أعيد فتح المفاوضات بعد اقتراح البرازيل التوصل إلى اتفاق على أساس التبادل العادل للأراضي، كما كانت مصلحة البرازيل في إبقاء سكان برازيليين تحت سيطرتها، على الرغم من أن الإقليم كان، وفقًا لمعاهدة 1867 يتبع بوليفيا. أخيرًا، بدأت المحادثات وبعد سلسلة من المقترحات والاقتراحات المضادة، تم التوقيع على معاهدة بتروبوليس، والتي وافقت فيها بوليفيا على الحصول على تعويضات إقليمية في أماكن أخرى من الحدود، وبناء خط سكة حديد للبرازيل (سكة حديد ماديرا-ماموري)، وحرية النقل بالسكك الحديدية والنهر إلى المحيط الأطلسي وتعويض مليوني جنيه إسترليني، مقابل تخليها عن أكري.

## المناطق الحدودية

خريطة للحدود الثلاثية بين بوليفيا والبرازيل وبيرو.

### البرازيل
- أكري
- ماتو غروسو
- ماتو غروسو دو سول
- روندونيا

### بوليفيا
- بني
- باندو
- سانتا كروز

## الروابط
- معلومات عن حدود البرازيل مع بوليفيا (بالبرتغالية)
- معاهدة أياكوتشو (بالبرتغالية)